# Monte Roth
Il Monte Roth (in lingua inglese: Mount Roth), è un picco roccioso antartico, alto 870 m, situato circa 6 km a est del Monte Justman, sul bordo nordorientale delle Gabbro Hills, nei Monti della Regina Maud, vicino al margine della Barriera di Ross, in Antartide.
Il monte fu avvistato per la prima volta e grossolanamente mappato dalla prima spedizione antartica (1928-30) dell'esploratore polare statunitense Byrd.
La denominazione è stata assegnata in onore di Benjamin Roth (1892-1967), meccanico e rappresentante dell'U.S. Army per la spedizione.